# Nanto (Toyama)
Nanto (南砺市 Nanto-shi?) es una ciudad en la prefectura de Toyama, Japón, localizada en la parte centro-oeste de la isla de Honshū, en la región de Chūbu. Tenía una población estimada de 47 390 habitantes el 1 de marzo de 2021 y una densidad de población de 77 personas por km².

## Geografía
Nanto se encuentra en el suroeste de la prefectura de Toyama, y limita con la prefectura de Ishikawa al oeste y la prefectura de Gifu al sur. La parte norte de la ciudad se encuentra dentro de las llanuras de Tochi y la parte sur es montañosa. Gran parte del área es un asentamiento disperso típico de esta región de Japón. Las diferentes regiones de Nanto consisten en Fukuno, Fukumitsu, Johana, Inokuchi e Inami.

## Historia
El área actual de Nanto era parte de la antigua provincia de Etchū. La ciudad moderna se estableció el 1 de noviembre de 2004, a partir de la fusión de los pueblos de Fukuno, Inami y Jōhana, las aldeas de Inokuchi, Kamitaira, Taira y Toga (todas del distrito de Higashitonami) y el pueblo de Fukumitsu (del distrito de Nishitonami).

## Demografía
Según los datos del censo japonés, la población de Nanto ha disminuido en los últimos 40 años.
| Gráfica de evolución demográfica de Nanto entre 1960 y 2015 |
|                                                             |
| Oficina de Estadística de Japón                             |

### Clima
La ciudad tiene un clima continental húmedo (Cfa en la clasificación climática de Köppen) caracterizado por los veranos suaves e inviernos fríos con fuertes nevadas. La temperatura media anual en Nanto es de 13.1 °C. La precipitación media anual es de 2530 mm siendo septiembre el mes más húmedo. Las temperaturas son más altas en promedio en agosto, alrededor de 25.3 °C, y más bajas en enero, alrededor de 1.7 °C.
| Parámetros climáticos promedio de Nanto (1981-2010) | Parámetros climáticos promedio de Nanto (1981-2010) | Parámetros climáticos promedio de Nanto (1981-2010) | Parámetros climáticos promedio de Nanto (1981-2010) | Parámetros climáticos promedio de Nanto (1981-2010) | Parámetros climáticos promedio de Nanto (1981-2010) | Parámetros climáticos promedio de Nanto (1981-2010) | Parámetros climáticos promedio de Nanto (1981-2010) | Parámetros climáticos promedio de Nanto (1981-2010) | Parámetros climáticos promedio de Nanto (1981-2010) | Parámetros climáticos promedio de Nanto (1981-2010) | Parámetros climáticos promedio de Nanto (1981-2010) | Parámetros climáticos promedio de Nanto (1981-2010) | Parámetros climáticos promedio de Nanto (1981-2010) |
| Mes                                                 | Ene.                                                | Feb.                                                | Mar.                                                | Abr.                                                | May.                                                | Jun.                                                | Jul.                                                | Ago.                                                | Sep.                                                | Oct.                                                | Nov.                                                | Dic.                                                | Anual                                               |
| --------------------------------------------------- | --------------------------------------------------- | --------------------------------------------------- | --------------------------------------------------- | --------------------------------------------------- | --------------------------------------------------- | --------------------------------------------------- | --------------------------------------------------- | --------------------------------------------------- | --------------------------------------------------- | --------------------------------------------------- | --------------------------------------------------- | --------------------------------------------------- | --------------------------------------------------- |
| Temp. máx. abs. (°C)                                | 18.2                                                | 21.1                                                | 26.7                                                | 31.2                                                | 32.2                                                | 33.3                                                | 36.0                                                | 37.3                                                | 36.9                                                | 34.3                                                | 25.9                                                | 24.4                                                | 37.3                                                |
| Temp. máx. media (°C)                               | 5.4                                                 | 5.8                                                 | 9.9                                                 | 16.9                                                | 21.6                                                | 24.8                                                | 28.4                                                | 30.2                                                | 26.0                                                | 20.5                                                | 14.7                                                | 9.1                                                 | 17.8                                                |
| Temp. media (°C)                                    | 1.7                                                 | 1.8                                                 | 5.1                                                 | 11.2                                                | 16.5                                                | 20.3                                                | 24.0                                                | 25.3                                                | 21.2                                                | 15.4                                                | 9.8                                                 | 4.8                                                 | 13.1                                                |
| Temp. mín. media (°C)                               | -1.7                                                | -2.0                                                | 0.6                                                 | 5.8                                                 | 11.6                                                | 16.4                                                | 20.4                                                | 21.2                                                | 17.4                                                | 10.9                                                | 5.4                                                 | 1.1                                                 | 8.9                                                 |
| Temp. mín. abs. (°C)                                | -12.1                                               | -12.1                                               | -7.2                                                | -2.7                                                | 3.7                                                 | 9.0                                                 | 13.9                                                | 13.9                                                | 7.2                                                 | 1.3                                                 | -3.0                                                | -9.9                                                | -12.1                                               |
| Precipitación total (mm)                            | 312.4                                               | 204.3                                               | 174.8                                               | 126.5                                               | 127.9                                               | 188.7                                               | 246.4                                               | 163.9                                               | 222.6                                               | 173.7                                               | 274.7                                               | 318.9                                               | 2530.7                                              |
| Horas de sol                                        | 61.0                                                | 80.3                                                | 122.6                                               | 168.7                                               | 180.1                                               | 127.0                                               | 127.8                                               | 174.8                                               | 119.8                                               | 128.2                                               | 96.7                                                | 70.8                                                | 1454.5                                              |
| Fuente: Agencia Meteorológica de Japón              |                                                     |                                                     |                                                     |                                                     |                                                     |                                                     |                                                     |                                                     |                                                     |                                                     |                                                     |                                                     |                                                     |

## Lugares de interés

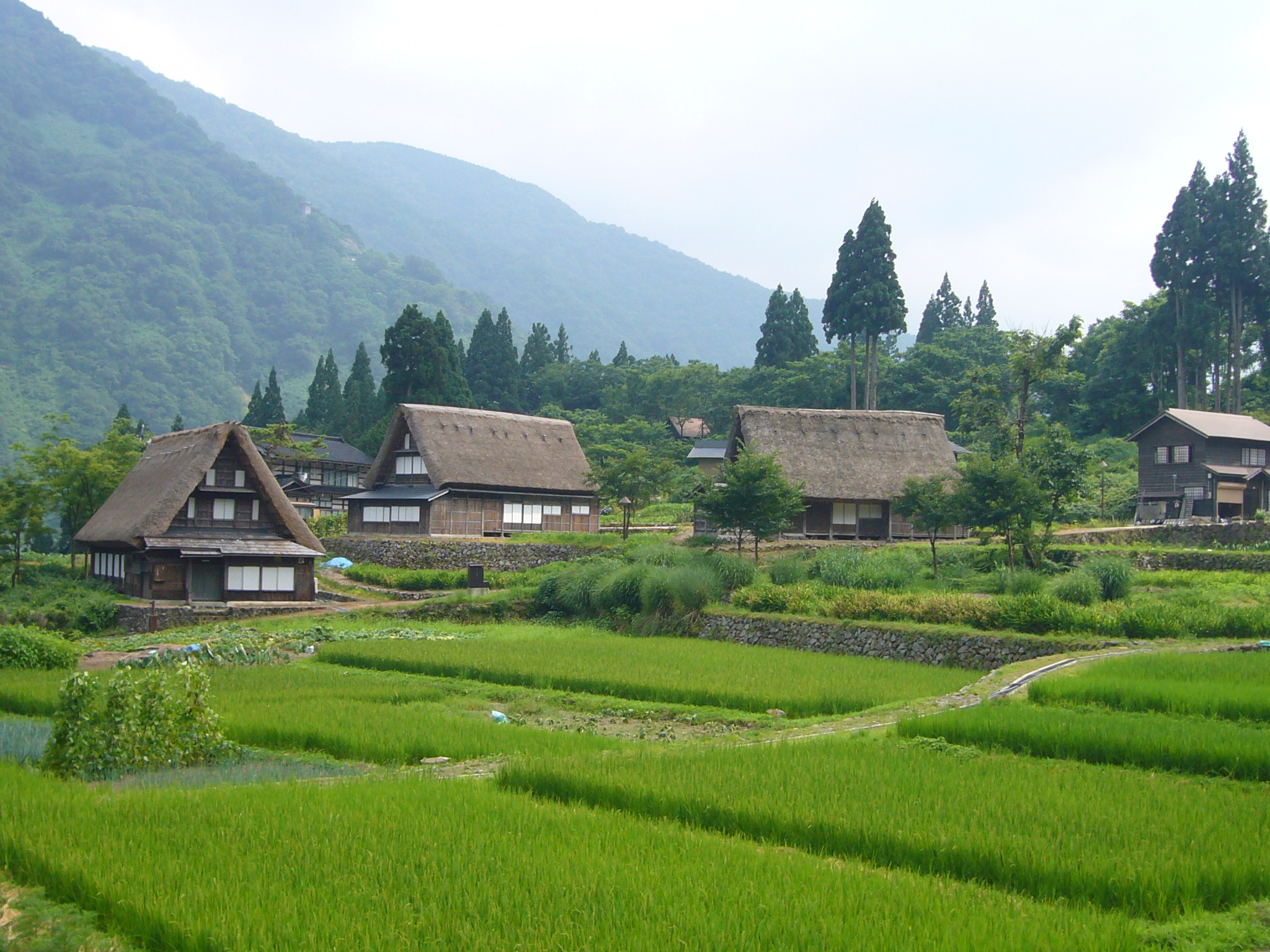
Ainokura en el área de Gokayama

Gokayama es un área en Nanto que forma parte de la Lista del Patrimonio de la Humanidad de la UNESCO gracias a sus tradicionales casas construidas con gassho, que conservan un estilo arquitectónico tradicional que tiene una forma de campanario para hacer frente a la acumulación de nieve de 2 a 3 metros que recibe el área en el invierno. El pueblo tiene una historia considerable con algunas de las estructuras que se remontan al período Nara (710). Las actividades en el área incluyen participar en tejer y teñir telas, así como hacer fideos de alforfón (soba).

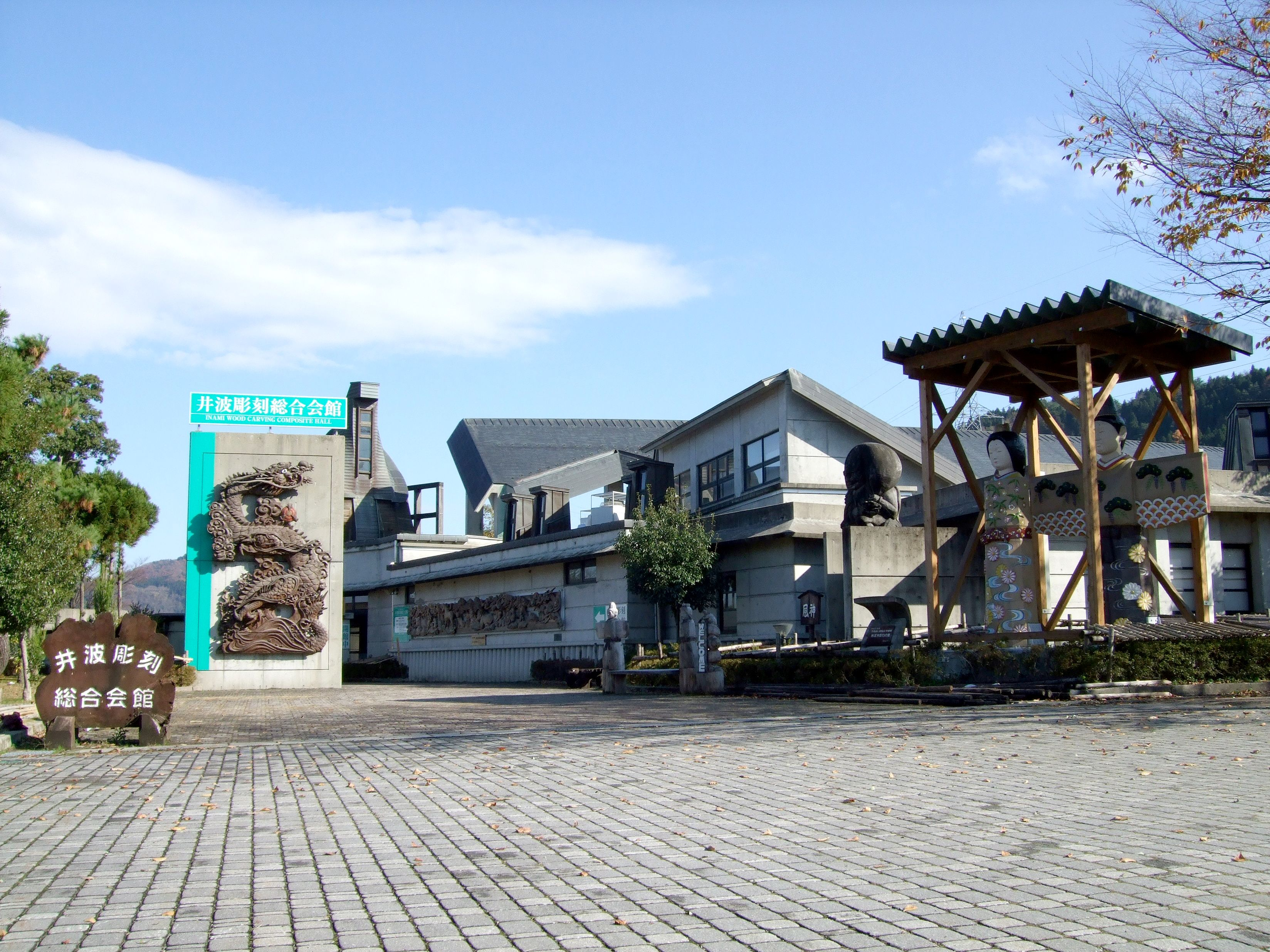
Salón General de Escultura de Inami, ubicado en estación de Inami

El pueblo de Inami ha sido un centro para la industria del tallado en madera, desde hace unos 250 años.

## Ciudades hermanas
Nanto está hermanada con:
- Shaoxing, Zhejiang, China, desde marzo de 1983;[11]
- Delfos, Grecia, desde junio de 1986;[11]
- Arosa, Suiza, desde septiembre de 1991;
- Pyeongchang, Corea del Sur, desde septiembre de 2002;
- Tukuche, Nepal, desde enero de 1989;[11]
- Marlboro (Nueva Jersey), EE. UU., desde mayo de 2003.[12]